# Опстанок
„Опстанок” је југословенска телевизијска серија снимљена 1990. године у продукцији ТВ Скопље.

## Улоге
| Глумац                    | Улога                      |
| ------------------------- | -------------------------- |
| Дејан Велков              | Петре (9 еп. 1991)         |
| Елена Зафировска          | Босилка (9 еп. 1991)       |
| Катерина Ангелова         | Анђа (9 еп. 1991)          |
| Сашо Софрониевски         | Стојанчо (9 еп. 1991)      |
| Ненад Стојановски         | Учител (9 еп. 1991)        |
| Благоја Спиркоски Џумерко | (8 еп. 1991)               |
| Мето Јовановски           | Осамениот (7 еп. 1991)     |
| Мите Грозданов            | Доктор (7 еп. 1991)        |
| Кирил Андоновски          | (6 еп. 1991)               |
| Шенка Колозова            | Трајанка (6 еп. 1991)      |
| Ванчо Петрушевски         | Шумарот Смиле (6 еп. 1991) |
| Славица Зафировска        | (6 еп. 1991)               |
| Ратка Чоревска            | Баба Стана (5 еп. 1991)    |
| Јосиф Јосифовски          | (5 еп. 1991)               |
| Методија Марковски        | (5 еп. 1991)               |
| Ђорђи Колозов             | Селанец (4 еп. 1991)       |
| Синоличка Трпкова         | Митра (3 еп. 1991)         |
| Гоце Влахов               | Милиционер (2 еп. 1991)    |
| Киро Ћортошев             | Овчарот (1 еп. 1991)       |
| Ђокица Лукаревски         | Шоферот (1 еп. 1991)       |
| Најдо Тодески             | Овчар 2 (1 еп. 1991)       |

Комплетна ТВ екипа ▼
| Редитељ              | Миле Грозданоски              | (9 еп. 1991)                        |
| Сценариста           | Трајче Крстески               | (9 еп. 1991)                        |
| Композитор           | Славе Димитров                | (5 еп. 1991)                        |
| Директор фотографије | Диме Пејовски                 | (9 еп. 1991)                        |
| Директор фотографије | Назим Петреф                  | (9 еп. 1991)                        |
| Монтажер             | Дилавер Мустафа               | (9 еп. 1991)                        |
| Сценограф            | Александар Ивановски Карадаре | (9 еп. 1991)                        |
| Костимограф          | Доне Миљановски               | (9 еп. 1991)                        |
| Помоћник режије      | Драги Савевски                | први помоћник редитеља (7 еп. 1991) |
| Уметнички одсек      | Гордана Шпољарић              | асистент сценографа (4 еп. 1991)    |
| Одсек за звук        | Митко Печников                | тонски сарадник (5 еп. 1991)        |
| Специјални ефекти    | Срба Кабадајић                | пиротехничар (3 еп. 1991)           |
| Одсек за костим      | Мирко Сирковић                | дресер животиња (4 еп. 1991)        |